# Larry Heinemann
Pour les articles homonymes, voir Heinemann.
Larry Heinemann, né le 18 janvier 1944 à Chicago et mort le 11 décembre 2019 à Bryan au Texas, est un écrivain américain. Il obtient le National Book Award en 1987 avec le roman Paco, son histoire (Paco's Story).

## Biographie
Il participe à la guerre du Viêt Nam comme conscrit, dans le 25e division d'infanterie, de 1967 à 1968.
Démobilisé, Larry Heinemann poursuit ses études et décroche un baccalauréat universitaire ès lettres en 1971. Il enseigne un temps l'écriture à l'Université de Californie du Sud. Il reçoit des bourses de la Fondation John-Simon-Guggenheim, du National Endowment for the Arts et du Programme Fulbright.
Close Quarters et Paco, son histoire (Paco's Story), ses deux premiers romans parus respectivement en 1977 et 1986, en grande partie autobiographique, sont inspirés de l'expérience traumatisante de la guerre. L'auteur s'y décrit comme un soldat ordinaire et aborde la délicate question de la réinsertion sociale après la démobilisation. Son troisième roman, Cooler by the Lake (1992), est un récit plus léger qui se déroule à Chicago.
Il obtient le National Book Award en 1987 pour Paco, son histoire (Paco's Story).

## Œuvres

### Romans
- Close Quarters (1977)
- Paco's Story (1986) Publié en français sous le titre Paco, son histoire, traduit par Pierre Alien, Paris, Christian Bourgois Éditeur, 1990, 267 p.  (ISBN 2-267-00685-5)
- Cooler by the Lake (1992)

### Autres publications
- Changing Chicago: A Photodocumentary (1989)
- Dictionary of Literary Biography (1991), en collaboration avec W. D. Ehrhart
- Black Virgin Mountain: A Return to Vietnam (2005)